# 富田麻帆
富田麻帆（1987年6月1日—），出生于东京，是日本SUNS ENTERTAINMENT公司旗下平面模特，女演员，歌手。身高157cm，A型血。本名・原艺名：冨田麻帆（音同）。

## 人物简介
1993年出道以舞台剧演员身份出道，在进入SUNS ENTERTAINMENT公司前，很长一段时间内以本名“冨田麻帆”的名义进行活动。进入SUNS ENTERTAINMENT后更名为“富田麻帆”。被后辈和粉丝称作“麻帆姐”（日语：mahone）。在以前的博客中也有过“TOMITAMA”这样的称呼。
爱好看漫画和观看舞台剧，特长是踢踏舞和爵士舞。有一条叫马卡龙的宠物狗。
曾在女性艺人五人足球队“carezza”活动，于2007年退队。
组建过名为“富田麻帆和音御魂~NMN~”的乐队。乐队名是从粉丝处征集的名字中挑选而出的。“音御魂”在日语中读作“OTOMITAMA”，是将富田麻帆（TOMITA MAHO）名字最后的“O”放至最前面后形成的易位構詞词组。

## 演出作品

### 电视剧
- 透明人间（1996年4月 - 7月，日本电视台） 饰演 庭野梅
- 狮子老师（日语：ライオン先生）（2003年10月 - 12月，读卖电视台） 饰演  広瀬さやか
- Don't Mind（日语：どんまい!）（NHK） 饰演 船长
- 11封…未寄出的情书（日语：11通の…出せなかったラブレター）（2005年3月19日，ABC电视台） 饰演 大桥沙希子
- NHK广岛成立80周年纪念电视剧帽子（2008年8月2日，NHK广岛） 饰演 高山优
- 8点电视剧（日语：ドラマ8） Ghost Friends（2009年4月2日，NHK）饰演 小牧香菜子
- 周六时代剧（日语：木曜時代劇 (NHK)） まっつぐ〜鎌倉河岸捕物控〜（日语：まっつぐ〜鎌倉河岸捕物控〜）（2010年5月29日，NHK）饰演 菊
- 土曜ワイド劇場（日语：土曜ワイド劇場） 法医学教室的事件簿（日语：法医学教室の事件ファイル）（2011年1月22日，朝日电视台） 饰演 23年前的仓田智子
- 风之少年～尾崎丰 永远的传说～（日语：風の少年〜尾崎豊 永遠の伝説〜）（2011年3月21日，东京电视台） -  饰演 尾崎高中时代的班主任
- 月曜ゴールデン（日语：月曜ゴールデン） 十津川警部シリーズ（日语：十津川警部シリーズ (渡瀬恒彦)） 45《志贺高原杀人事件〜黒姫传说之谜〜》（2011年10月10日，TBS） 饰演 吉田やよい
- premium电视剧（日语：プレミアムドラマ） 恋爱检定（日语：恋愛検定）（2012年6月10日，NHK BS Premium） 饰演 古濑真帆
- 帮助屋☆阵八（日语：お助け屋☆陣八）（2013年2月14日，读卖电视台）饰演 モモコ
- 周六特别电视剧（日语：土曜ドラマ (NHK)） 实验刑事都鸟2（日语：実験刑事トトリ#第2シリーズ）（2013年10月26日，NHK）饰演 助手

### 電影
- 新宿区歌舞伎町幼儿园（日语：新宿区歌舞伎町保育園）（2009年1月，ゴー・シネマ） 饰演 美佳
- 浅草堂酔夢譚（2011年9月3日上映）
- Seeyou（2012年，夕张国际奇幻电影节2012 World Premium上映作品）
- 紅葉橋（2018年8月18-19日、墨田区プレミア上映会）
- 忍者茶茶丸 劇場版（2020年8月28日上映[3]、導演：柴田愛之助）

### 音乐剧
- 明治生命音乐剧《ANNIE》（1993年，青山剧场（日语：青山劇場）） 饰演 モリー
- 万代音乐剧《大草原の小さな家》 饰演 キャリー （1994年）
- 《スクルージ（日语：ミュージカル)）》（1995年，| 賽程     |  |  |  |  |  |
| -------- |  |  |  |  |  |
| 比賽結果 |  |  |  |  |  |） 饰演 マーサ・クラチット
- 东宝音乐剧《王様と私》（日生剧场（日语：日生劇場）） 饰演 公主イン・ヤオラック
- 明治生命音乐剧《ANNIE》（1997年，| 賽程     |  |  |  |  |  |
| -------- |  |  |  |  |  |
| 比賽結果 |  |  |  |  |  |） 饰演 アニー
- 东宝音乐剧《サウンド・オブ・ミュージック》（1998年，日生剧场（日语：日生劇場）） 饰演 ブリギッタ
- 《ハウ・ツー・デイト2》（1998年，シアターアプル（日语：シアターアプル）） 饰演 水田なつみ
- 四季剧团《ライオンキング》（1998年12月- 2000年6月，四季劇場 春（日语：JR東日本アートセンター四季劇場［春］）） 饰演 ヤングナラ
- 《ココスマイル2》（2000年8月，新國立剧场 小ホール） 饰演 ココ
- 《穿靴子的猫》（2000年11月，シアターアプル） 饰演 イリヤ公主
- 《ココスマイル2》（2001年4月，新国立剧场） 饰演 マコト
- 《GANg》（2002年4月，セシオン杉並） 饰演 リリー
- 《ココスマイル3》（2002年8月，博品馆剧场（日语：博品館劇場）） 饰演 ワカナ
- 《Ｉ2》 饰演 妖精 （2002年）
- 《BEST DREAM》 饰演 飯野未来 （2002年）
- 《プリプリプリーズ》 饰演 眠り姫 （2002年）
- 雅MIYABIステージ《開花》（2004年，博品馆剧场（日语：博品館劇場））
- 雅MIYABIステージ《百花繚乱》（2004年，博品馆剧场（日语：博品館劇場））
- 《ギャラクシーエンジェル》（2005年，紀伊國屋サザンシアター（日语：紀伊國屋サザンシアター）） 饰演 ミルフィーユ・桜葉
- 《ギャラクシーエンジェルREMIX》（2005年，博品馆剧场（日语：博品館劇場）） 饰演 ミルフィーユ・桜葉
- 《BAT BOY》（2005年，東京厚生年金会館（日语：東京厚生年金会館）） 饰演 ルーシー
- 《ギャラクシーエンジェル　ディナーショー》（2006年，サンシャインシティ王子大飯店）
- 东宝音乐剧 《Les Miserable》（2007年，帝国劇場 / 博多座） 饰演 コゼット
- 《聖鬥士星矢》（2011年7月28日 - 31日，全労済ホール スペース・ゼロ） 饰演 アテナ・城戸沙織
- 《圣斗士星矢》再演（2011年12月22 - 25日，天王周 銀河劇場） 饰演 アテナ・城戸沙織
- niconico音乐剧第7弹《源氏物语》（2011年11月16日 - 23日，全労済ホール スペース・ゼロ） 饰演 紫の上
- Macross The Musicalture（2012年10月3日 - 8日，東京ドームシティーホール） 饰演 シャルロット・マリオン＝グラス
- niconico音乐剧第10弾《千本樱》（2013年3月，博品馆剧场（日语：博品館劇場）） 饰演 巡音流歌
- 《薄樱鬼》〜风间千景篇〜（2014年，シアター1010 / 新神戸オリエンタル劇場） 饰演 雪村千鶴
- ミュージカル《ファウスト》（アイアシアター / 森ノ宮ピロティホール） 饰演 ミカエル
- 女神异闻录3（2015年6月5日 - 13日，シアターGロッソ（日语：シアターGロッソ））　饰演 岳羽ゆかり
- 《Trails》 饰演 エイミー（2015年）

### 舞台
- 手紙（2008年） 饰演 白石由美子
- ダブルブッキング（2008年）  饰演 丰原仁美
- 青猫物語（2008年）  饰演 兼谷叶子
- Last Dance,First Song（2009年6月16日 - 19日，六行会ホール）
- 赤と黒（2009年10月1日 - 11日，赤坂RED THEATER） 饰演 マチルド
- イチマツタエコ（2010年）
- 東京バーグ（2010年9月24日 - 10月10日，東京バーグ）
- 5-jigen《神社の奥のモンチャン》（2011年2月2日 - 6日，座・高円寺1）
- Func A ScanparS 007《僕の後悔はジュリアナ》（2011年3月31日 - 4月3日，シアタートラム）
- 美川憲一のおだまり!劇場（2013年5月9日 - 16日，中日劇場）
- SOLID STARプロデュースVol.1「ミニチュア!!」(2014年3月19日 - 24日，新宿 SPACE107)
- 結婚しない女たち～京都室町はんなりハウス～（2015年9月4日 - 21日，大阪 新歌舞伎座）
- おん・すてーじ「真夜中の弥次さん喜多さん（日语：真夜中の弥次さん喜多さん）」（2016年1月10日 - 17日，シアターGロッソ（日语：シアターGロッソ） / 1月22日 - 24日，サンケイホールブリーゼ（日语：サンケイホールブリーゼ）） 饰演 ジャンヌダルク [4]
- 少女妖怪 石榴（舞台）（日语：少女妖怪_石榴）（2017年1月，全労済ホール／スペース・ゼロ） 饰演 鬼灯 [5]
- ドラゴンクエストライブスペクタクルツアー（日语：ドラゴンクエストライブスペクタクルツアー）（2016年7月 - 8月，埼玉超級競技場 /マリンメッセ福岡（日语：マリンメッセ福岡） / 日本ガイシホール（日语：日本ガイシホール） / 大阪城音乐厅 / 横滨体育馆） 饰演 ビアンカ
- キスより素敵な手を繋ごう（2017年22日 - 26日，あうるすぽっと） 饰演 長谷川一恵
- PERSONA3 -ペルソナ3- the Weird Masquerade〜藍の誓約〜 饰演 岳羽ゆかり
- PERSONA3 -ペルソナ3- the Weird Masquerade〜碧空の彼方へ〜 饰演 岳羽ゆかり
- 东京喰种（2017年6月29日 - 7月4日，シアター1010 / 7月8日 - 9日，梅田芸術劇場シアター・ドラマシティ） 饰演 イト[6]
- Produce team Office54 朗读剧《学園デスパネル》（2017年8月11日，座・高円寺2）
- 少女☆歌劇 Revue Starlight -The LIVE- #1（2017年9月22日 - 24日，AiiA 2.5 Theater Tokyo（日语：アイアシアタートーキョー）） 饰演 天堂真矢
- 少女☆歌劇Revue Starlight -The LIVE- #1 revival（2018年1月6日 - 8日，AiiA 2.5 Theater Tokyo（日语：アイアシアタートーキョー）） 饰演 天堂真矢
- Otona Project第十五弹 剧团【爆走おとな小学生】第四回特別授業《こっちにおいで、ジョセフィーヌ》（2018年5月16日 - 20日，新宿村LIVE（日语：新宿村LIVE）） 饰演 mother J
- Otona Project第十七弹 剧团【爆走おとな小学生】第七回全校集会《勇者セイヤンの物語～ノストラダム男の大予言～》（2018年7月25日 - 29日，CBGKシブゲキ!!（日语：CBGKシブゲキ!!）） 饰演 草2
- 少女☆歌劇Revue Starlight -The LIVE- #2 Transition（2018年10月13日 - 21日，天王洲 銀河劇場） 饰演 天堂真矢
- Otona Project第二十一弹 剧团【爆走おとな小学生】第八回課外授業《CRIMINAL》（2019年1月4日 - 1月6日，新宿村LIVE（日语：新宿村LIVE））
- 舞台《プロジェクト東京ドールズ》（日语：プロジェクト東京ドールズ）（2019年2月27日 - 3月10日，新宿村LIVE（日语：新宿村LIVE）） 饰演 ミサキ [7]
- Otona Project第二十二弹 剧团【爆走おとな小学生】第八回全校集会『舞台版《魔法少女（？）マジカルジャシリカ」☆第壱磁マジカル大戦☆》伝説の魔法少女 （2019年3月13日 - 3月17日，シアターサンモール） 饰演 マジカルシリンダー
- 少女☆歌劇Revue Starlight -The LIVE-#2 revival （2019年7月12日—15日，舞濱圓形劇場） 飾演 天堂真矢
- Clover Club-Second Leaf （2020年3月18日 - 3月29日，惠比寿STAR BAR）饰演 饭田紫苑

### 动画
- 星空へ架かる橋（2011年）饰演 女生、护士、记者、店员
- 眾神中的貓神（2011年）饰演 篠崎茜
- 少女☆歌劇Revue Starlight（2018年）天堂真矢[8]

### OVA
- 眾神中的貓神 饰演 篠崎茜

### 综艺节目
- シブスタ S.B.S.T（日语：シブスタ S.B.S.T）
- アイドル漫画道場（エンタ!371（日语：エンタ!959））
- アニソンぷらす（日语：アニソンぷらす）（东京电视台）
- 富田といえば○○!（niconico直播/ニコジョッキー（日语：ニコジョッキー））
- スパローズのギリギリセーフ!?（日语：スパローズのギリギリセーフ!?）（2012年5月3日，niconico直播/ニコジョッキー）

### 广播
- 菜の花すみれと富田麻帆のサタデーナイトチャレンジ（日语：菜の花すみれと富田麻帆のサタデーナイトチャレンジ）
- サンズRainbow Kiss（Kiss-FM KOBE（日语：兵庫エフエム放送））
- 富田麻帆のまほらばラジオ（IBC岩手放送等10多个台，2011年10月 - ）

### 游戏配音
- 梦幻骑士（2009年） 饰演 メルフィ
- アイドルをつくろう！（2011年） 饰演 呉井めい
- BEYOND THE FUTURE - FIX THE TIME ARROWS -（日语：ビヨンド ザ フューチャー フィックス ザ タイム アロー）（2011年）饰演 ルヴェルチ[9]
- 少女☆歌劇Revue Starlight -Re LIVE-（2018年）饰演 天堂真矢[10]

### DVD
- ましゅMAHO（2004年3月20日，ラインコミュニケーションズ（日语：ラインコミュニケーションズ））
- Pure Smile 富田麻帆（2004年5月20日，竹書房）
- IMPISH GIRLS-仲村・赤坂・富田（2004年8月27日，Frontier Works）
- 山岸伸デジタル写真集3 富田麻帆（2004年9月、SB創意）ISBN 978-4797328776
- Mahoのまほ〜（2005年6月25日，BNS）
- GreenレーベルVol.2 まほの雫（2010年9月17日，竹書房）

## 书籍

### 写真集
- らぶっちょ（2003年8月，学習研究社，摄影师:木村晴）ISBN 978-4054021235
- Mahooooー!（2003年11月，アクアハウス，摄影师:山岸伸（日语：山岸伸））ISBN  978-4860460716
- 麻帆式（2004年5月，彩文館出版，摄影师:小塚毅之）ISBN 978-4775600412

## 音乐作品

### 单曲
|     | 发售日期       | 单曲名称                               | 规格编号  | 最高排名 |
| --- | -------------- | -------------------------------------- | --------- | -------- |
| 1st | 2005年8月24日  | 晴れのちハレ!                          | VGR-1     | 56位     |
| 2nd | 2006年2月24日  | Wing of Destiny                        | BRDF-3068 | 62位     |
| 3rd | 2006年10月27日 | MA・MO・RU!                            | BRDF-3075 | 137位    |
| 4th | 2006年11月24日 | Wing of Destiny 〜Angel harp arrange〜 | BRDF-3076 | 110位    |
| 5th | 2006年12月6日  | Happy Flight                           | LACM-4322 | 59位     |
| 6th | 2007年4月25日  | 救世主 〜メシア〜                      | BRDF-3083 | 79位     |
| 7th | 2009年5月27日  | Crimson Star                           | KICM-1278 | 136位    |

### 专辑
|      | 发售日期      | 专辑名称           | 规格编号   | 最高排名 |
| ---- | ------------- | ------------------ | ---------- | -------- |
| 1st  | 2007年1月26日 | M                  | BRCF-3080  | 98位     |
| ミニ | 2011年5月25日 | ネ申曲を歌ってみた | TECD-20580 | 95位     |

### 商业搭配曲
| 乐曲                                   | 商业搭配                                                       | 年份   |
| -------------------------------------- | -------------------------------------------------------------- | ------ |
| 晴れのちハレ!                          | TV动画《かみちゅ!》片头曲                                      | 2005年 |
| Wing of Destiny                        | PS2游戏软件《ギャラクシーエンジェルII 絶対領域の扉》主题片头曲 | 2006年 |
| 人魚の音色                             | PS2游戏软件《ギャラクシーエンジェルII 絶対領域の扉》印象曲     | 2006年 |
| MA・MO・RU!                            | TV动画《護くんに女神の祝福を!》主题片头曲                      | 2006年 |
| 粉雪舞い降る公園で                     | TV动画《護くんに女神の祝福を!]]》插入曲                        | 2006年 |
| Wing of Destiny 〜Angel harp arrange〜 | PS2游戏软件《GALAXY ANGEL II 無限回廊の鍵》オープニングテーマ  | 2006年 |
| Happy Flight                           | TV动画《ギャラクシーエンジェる〜ん》エンディングテーマ         | 2006年 |
| 救世主 〜メシア〜                      | Online游戏《アクエリアンエイジ オルタナティブ》主题曲          | 2007年 |
| Crimson Star                           | PSP游戏《グローランサー》2ndオープニングテーマ                 | 2009年 |
| リンクシンク                           | PSP游戏《グローランサー》エンディングテーマ                    | 2009年 |

### 角色歌
| 发售日   | 商品名                                                          | 歌手 | 曲目                                                  | 备注                                                               |
| 2017年   | 2017年                                                          | 2017年 | 2017年                                                | 2017年                                                             |
| -------- | --------------------------------------------------------------- | --- | ----------------------------------------------------- | ------------------------------------------------------------------ |
| 9月20日  | プロローグ -Star Divine-                                        | Starlight九九组 | 《Star Divine》 《舞台少女心得》 《願いは光になって》 | 舞台《少女☆歌劇 Revue Starlight -The LIVE- #1》剧中歌              |
| 9月22日  | プリンシパル -Fancy You-                                        | 天堂真矢（富田麻帆）、西条克洛迪娜（相羽爱奈）、石动双叶（生田辉）、花柳香子（伊藤彩沙）                                                                                           | 《GANG☆STAR》                                         | 舞台《少女☆歌劇 Revue Starlight -The LIVE- #1》剧中歌              |
| 2018年   |                                                                 | |                                                       |                                                                    |
| 3月7日   | スタァライトシアター                                            | Starlight九九组 | 《スタァライトシアター》                              | 舞台《少女☆歌劇 レヴュースタァライト -The LIVE- #1 revival》剧中歌 |
| 3月7日   | スタァライトシアター                                            | Starlight九九组 | 《Circle of the Revue》 《キラめきのありか》          | 舞台《少女☆歌劇 レヴュースタァライト》关联曲                       |
| 7月18日  | 星のダイアローグ                                                | Starlight九九组 | 《星のダイアローグ》                                  | TV动画《少女☆歌劇 Revue Starlight》片头曲                          |
| 7月18日  | 星のダイアローグ                                                | Starlight九九组 | 《ディスカバリー！》                                  | 游戏《少女☆歌劇 レヴュースタァライト -Re LIVE-》主题曲             |
| 8月1日   | Fly Me to the Star                                              | Starlight九九组 | 《Fly Me to the Star》                                | TV动画《少女☆歌劇 Revue Starlight》片尾主题曲                      |
| 8月1日   | Fly Me to the Star                                              | Starlight九九组 | 《よろしく九九組》 《ロマンティッククルージン》       | TV动画《少女☆歌劇 Revue Starlight》关联曲                          |
| 8月22日  | 少女☆歌劇 Revue Starlight 剧中歌专辑Vol.1 ラ レヴュー ド マチネ | 爱城华恋（小山百代）、天堂真矢（富田麻帆） | 《誇りと驕り》                                        | TV动画《少女☆歌劇 Revue Starlight》剧中歌                          |
| 10月10日 | 99 ILLUSION!                                                    | Starlight九九组 | 《99 ILLUSION!》 《Green Dazzling Light》             | 舞台《少女☆歌劇 Revue Starlight -The LIVE- #2 Transition》主题曲   |
| 10月17日 | 少女☆歌劇 Revue Starlight 剧中歌专辑vol.2 ラ レヴュー ド ソワレ | 爱城华恋（小山百代）、神乐光（三森铃子）、天堂真矢（富田麻帆）、西条克洛迪娜（相羽爱奈）                                                                                           | 《-Star Divine- フィナーレ》                          | TV动画《少女☆歌劇 Revue Starlight》剧中歌                          |
| 10月17日 | 少女☆歌劇 Revue Starlight 剧中歌专辑vol.2 ラ レヴュー ド ソワレ | 爱城华恋（小山百代）、星见纯那（佐藤日向）、露崎ま真昼（岩田阳葵）、石动双叶（生田辉）、花柳香子（伊藤彩沙）、大场奈奈（小泉萌香）、西条克洛迪娜（相羽爱奈）、天堂真矢（富田麻帆） | 《舞台少女心得 幕間》                                 | TV动画《少女☆歌劇 Revue Starlight》剧中歌                          |
| 10月17日 | 少女☆歌劇 Revue Starlight 剧中歌专辑vol.2 ラ レヴュー ド ソワレ | 天堂真矢（富田麻帆）、西条克洛迪娜（相羽爱奈） | 《星摘みの歌》                                        | TV动画《少女☆歌劇 Revue Starlight》剧中歌                          |
| 10月17日 | 少女☆歌劇 Revue Starlight 剧中歌专辑vol.2 ラ レヴュー ド ソワレ | 天堂真矢（富田麻帆）、西条克洛迪娜（相羽爱奈） | 《Fly Me to the Star #10》                            | TV动画《少女☆歌劇 少女☆歌劇 Revue Starlight》主题片尾曲            |
| 10月17日 | 少女☆歌劇 Revue Starlight 剧中歌专辑vol.2 ラ レヴュー ド ソワレ | 天堂真矢（富田麻帆）、星见纯那（佐藤日向）、露崎真昼（岩田阳葵）、大场奈奈（小泉萌香）、西条克洛迪娜（相羽爱奈）、石动双叶（生田辉）、花柳香子（伊藤彩沙）                         | 《Fly Me to the Star #11》                            | TV动画《少女☆歌劇 少女☆歌劇 Revue Starlight》主题片尾曲            |
| 10月24日 | 少女☆歌劇 Revue Starlight BD第一卷特典CD                        | Starlight九九组 | 《My friend 〜Arrie〜》                               | TV动画《少女☆歌劇 Revue Starlight》关联曲                          |
| 12月26日 | 少女☆歌劇 Revue Starlight BD第二卷特典CD                        | Starlight九九组 | 《You are a ghost, I am a ghost 〜劇場のゴースト〜》  | TV动画《少女☆歌劇 Revue Starlight》关联曲                          |
| 2019年   |                                                                 | |                                                       |                                                                    |
| 1月9日   | 約束タワー                                                      | Starlight九九组 | 《約束タワー》 《舞台プレパレイション》               | TV动画《少女☆歌劇 Revue Starlight》关联曲                          |
| 2月27日  | 少女☆歌劇 Revue Starlight BD第三卷特典CD                        | Starlight九九组 | 《恋は太陽 〜CIRCUS!〜》                              | TV动画《少女☆歌劇 Revue Starlight》关联曲                          |
| 4月17日  | 百色リメイン                                                    | Starlight九九组 | 《百色リメイン》 《Bright!Light!》                    | 舞台《少女☆歌劇 Revue Starlight -The LIVE- #2 Transition》关联曲   |
| 4月17日  | 百色リメイン 真矢&クロディーヌver.                              | 天堂真矢（富田麻帆）、西条克洛迪娜（相羽爱奈） | 《百色リメイン》                                      | 舞台《少女☆歌劇 Revue Starlight -The LIVE- #2 Transition》关联曲   |

## 脚注

### 组合成员
1. 1 2 3 4 5  爱城华恋（小山百代）、神乐光（三森铃子）、天堂真矢（富田麻帆）、星见纯那（佐藤日向）、露崎真昼（岩田阳葵）、大场奈奈（小泉萌香）、克洛迪娜（相羽亚衣奈）、石动双叶（生田辉）、花柳香子（伊藤彩沙）